# Rademarkt

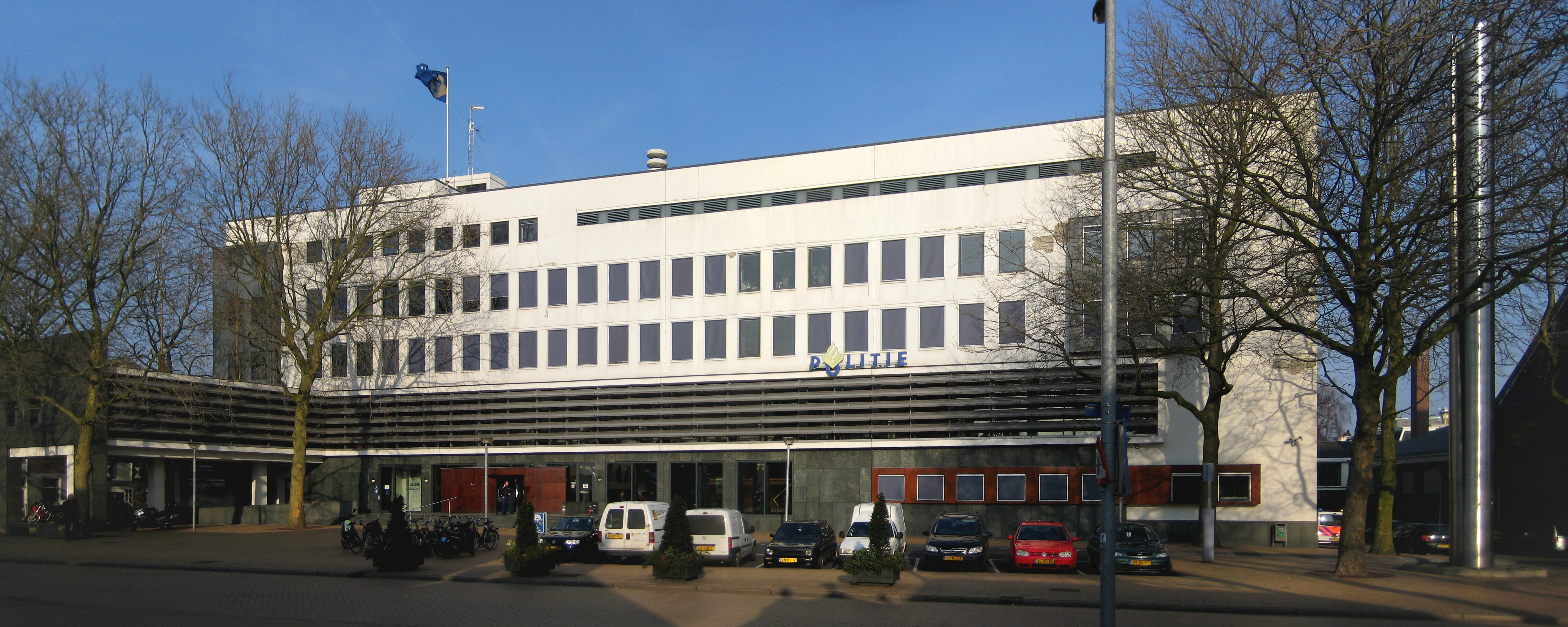
Het Groninger hoofdbureau van politie aan de Rademarkt in 2011, met rechts het kunstwerk Untitled (1971) van de beeldhouwer André Volten

De Rademarkt is een straat/markt in Groningen. De straat loopt van het Gedempte Zuiderdiep naar de Verlengde Oosterstraat en bestaat uit een smal gedeelte en de eigenlijke markt. De naam verwijst naar het rad of rade: het martelwerktuig van de stadsbeul, die in de middeleeuwen op deze plek zou hebben gestaan.
De Rademarkt lag oorspronkelijk aan de rand van de binnenstad en is mogelijk in de 12e eeuw aangelegd. Waar nu de Radesingel en Heresingel zijn lagen tot ver in de 19e eeuw de stadswallen met de Oosterpoort. Vlak achter de poort lag de Rademarkt als een van de weerpleinen van de stad. Die open ruimte werd in de praktijk met name gebruikt voor het stallen van karren.
Aan de oostzijde van de Rademarkt lag begin 16e eeuw de Burcht van Edzard; de dwangburcht van de Oost-Friese graaf Edzard. Toen de stadjers zich van hem bevrijdden werd de burcht afgebroken en met materialen ervan werd aan de andere kant van de markt een gasthuis gebouwd, het Sint-Anthoniegasthuis, uit 1517. Het gasthuis functioneerde niet alleen als armenhuis, maar ook als pesthuis en dolhuis. Naast het hofje heeft tot in de jaren 1970 de laatste boerderij binnen de diepenring gestaan. Het hofje en de boerderij werden gescheiden door een lange gang die ook leidde naar de stallen. Sinds de bouw van een parkeergarage is de gang niet meer aanwezig.
Aan de markt staat de in 1889 gebouwde markante neogotische Sint-Jozefkathedraal van de architect Pierre Cuypers, kathedrale kerk van het bisdom Groningen. Eind zestiger jaren van de vorige eeuw zijn aan de oostzijde van de markt panden afgebroken en werd ruimte gemaakt voor het hoofdbureau van politie, waarvoor ook de middeleeuwse Mussengang moest wijken.
Achter de Muur · 
Akerkhof · 
Akerkstraat · 
Broerstraat · 
Brugstraat ·
Bruine Ruiterstraat ·
Burchtstraat · 
Butjesstraat ·
Carolieweg ·
Coehoornsingel · 
Donkersgang · 
Driften · 
Emmaplein · 
Folkingestraat · 
Folkingedwarsstraat ·
Ganzevoortsingel · 
Gasthuisstraatje ·
Gedempte Kattendiep ·
Gedempte Zuiderdiep ·
Gelkingestraat ·
Grote Kromme Elleboog ·
Grote Markt ·
Guldenstraat ·
Guyotplein ·
Haddingestraat ·
Haddingedwarsstraat ·
Hardewikerstraat ·
Hereplein · 
Herebinnensingel ·
Heresingel ·
Herestraat ·
Hoekstraat ·
Hofstraat ·
Hoge der A ·
Hoogstraatje ·
Jacobijnerstraat ·
Kleine der A ·
Kattenhage ·
Kleine Kromme Elleboog ·
't Klooster ·
Kostersgang ·
Koude Gat ·
Kreupelstraat ·
Kwinkenplein ·
De Laan ·
Lage der A ·
Lopende Diep ·
Lutkenieuwstraat ·
Marktstraat ·
Martinikerkhof ·
Munnekeholm ·
Muurstraat ·
Naberstraat ·
Nieuwe Boteringestraat ·
Nieuwe Ebbingestraat ·
Nieuwe Kerkhof ·
Nieuwe Kijk in 't Jatstraat ·
Nieuwe Markt ·
Nieuwstad ·
Noorderhaven ·
Oosterstraat ·
Ossenmarkt ·
Oude Boteringestraat ·
Oude Ebbingestraat ·
Oude Kijk in 't Jatstraat ·
Papengang ·
Pausgang · 
Pelsterstraat ·
Peperstraat ·
Poelestraat ·
Praediniussingel ·
Rademarkt ·
Radesingel ·
Reitemakersrijge ·
Rode Weeshuisstraat ·
Schoolstraat · 
Schoolholm · 
Schuitemakersstraat ·
Schuitendiep · 
Sieboldsgang · 
Singelstraat · 
Sint Jansstraat ·
Sint Walburgstraat ·
Spilsluizen ·
Stationsstraat ·
Steentilstraat ·
Stoeldraaierstraat · 
Torenstraat · 
Turfstraat ·
Turfsingel ·
Turftorenstraat ·
Ubbo Emmiussingel ·
Vismarkt ·
Visserstraat ·
Waagstraat ·
Zoutstraat ·
Zwanestraat